# Râul Mișca
Râul Mișca este un curs de apă, afluent al râului Borod.

## Hărți
- Harta Munții Apuseni
- Harta județului Bihor